# سکس (ترانه چیت کدز)
«سکس» (انگلیسی: Sex) نام ترانه‌ای از گروه آمریکایی چیت کدز به همراه کریس کراس امستردام است. این ترانه علت شهرت این دو گروه است و در کشورهای دانمارک، فنلاند، ایرلند، هلند، لاتویا،نروژ، سوئد و بریتانیا به زیر ده رسید.